# Тезан-де-Корбьер
Теза́н-де-Корбье́р (фр. Thézan-des-Corbières) — коммуна во Франции, находится в регионе Лангедок — Руссильон. Департамент коммуны — Од. Входит в состав кантона Дюрбан-Корбьер. Округ коммуны — Нарбонна.
Код INSEE коммуны — 11390.

## Население
Население коммуны на 2008 год составляло 525 человек.
| 1962 | 1968 | 1975 | 1982 | 1990 | 1999 | 2008 |
| ---- | ---- | ---- | ---- | ---- | ---- | ---- |
| 573  | 633  | 542  | 527  | 514  | 515  | 525  |

## Экономика

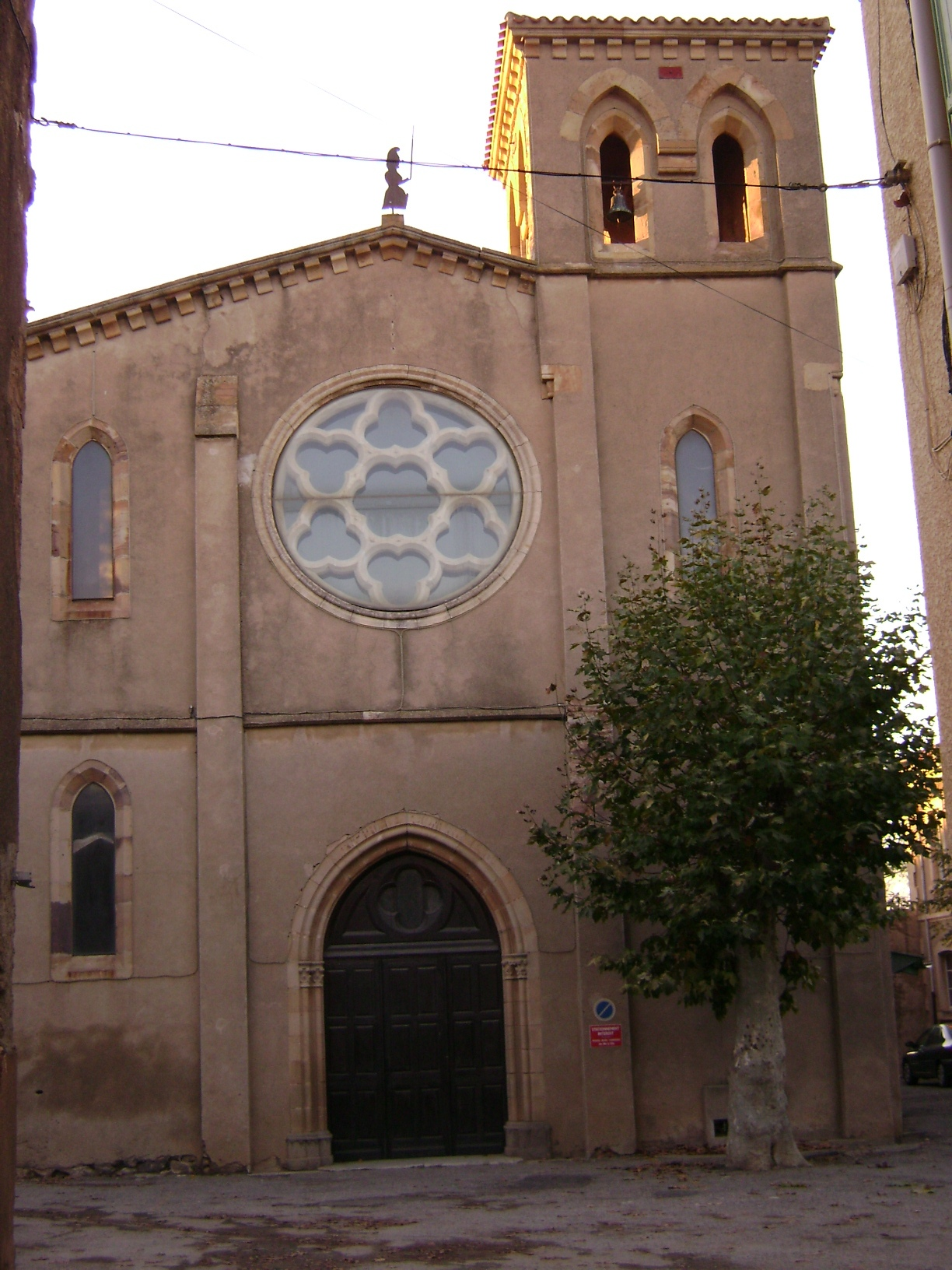
Церковь Сент-Элали

В 2007 году среди 312 человек в трудоспособном возрасте (15—64 лет) 203 были экономически активными, 109 — неактивными (показатель активности — 65,1 %, в 1999 году было 61,6 %). Из 203 активных работали 180 человек (92 мужчины и 88 женщин), безработных было 23 (13 мужчин и 10 женщин). Среди 109 неактивных 23 человека были учениками или студентами, 56 — пенсионерами, 30 были неактивными по другим причинам.

## Достопримечательности
- Церковь Сент-Элали
- Замок Доно